# پیتر و گرگ (فیلم ۱۹۴۶)
پیتر و گرگ (به انگلیسی: Peter and the Wolf (1946 film)) یک فیلم است که در سال ۱۹۴۶ منتشر شد.